# Elanapis
Elanapis là một chi nhện trong họ Anapidae.